# Perissocerus rungsi
Perissocerus rungsi is een vliegensoort uit de familie Mydidae. De wetenschappelijke naam van de soort is voor het eerst geldig gepubliceerd in 1953 door Seguy.
De soort komt voor in Westelijke Sahara.